# Chaetabraeus lucidus
Chaetabraeus lucidus är en skalbaggsart som först beskrevs av Henri de Peyerimhoff 1917.  Chaetabraeus lucidus ingår i släktet Chaetabraeus och familjen stumpbaggar. Inga underarter finns listade i Catalogue of Life.